# William Lincoln Bakewell
William Lincoln Bakewell (1888. november 26. – 1969. május 21.) az egyetlen amerikai tagja volt Ernest Shackleton birodalmi transzantarktiszi expedíciójának 1914 és 1916 között. Bakewell Buenos Airesben csatlakozott az Endurance legénységéhez, mint matróz. Vele volt korábbi matróztársa, Perce Blackborow is, akit fiatal kora miatt elutasítottak, ezért Bakewell segített neki potyautasként elbújni a hajón.
Társaival együtt, miután a hajót szétzúzta a jég, hónapokig élt jégtáblákon, majd csónakba szállva kikötöttek az Elefánt-szigeten, ahol újabb 4 és fél hónapot éltek, míg a megmentésükre érkező hajóra vártak.
Megmenekülésük után Bakewell is megkapta a Polar Medal kitüntetést és kiadta emlékiratait "Az amerikai az Endurance-on" címmel.

## Fordítás
- Ez a szócikk részben vagy egészben  a   William Lincoln Bakewell című angol Wikipédia-szócikk ezen változatának fordításán alapul.  Az eredeti cikk szerkesztőit annak laptörténete sorolja fel. Ez a jelzés csupán a megfogalmazás eredetét és a szerzői jogokat jelzi, nem szolgál a cikkben szereplő információk forrásmegjelöléseként.